# Констандопулу, Надя
Надя Констандопулу (греч.  Νάντια Κωνσταντοπούλου,10 февраля 1933 — 9 октября 2016) — греческая певица, пик международной известности которой пришёлся на 60-е годы XX века.

## Биография
Надя (настоящее имя Константина) Констандопулу родилась 10 февраля 1933 года в Афинах.
До того как начала петь, работала в архиве (дискотеке) Греческого радио, откуда была уволена
Впервые выступила на эстраде в 1958 году.
В 1959 году осуществила свою первую звукозапись.
С 1961 года была замужем за греческим композитором в жанре лёгкой музыки Такисом Моракисом.
При поощрении композитора Георгия Музакиса, стала петь в театре лёгкой музыки.
Пела песни своего мужа, композиторов Мимиса Плессаса, Костаса Хадзиса и Андреаса Хадзиапостолу.
В 1964 году победила на  Международном фестивале песни в Сопоте, исполняя песню «Благодарю тебя моё сердце».
Эта победа сделала её известной в Польше и в странах т. н. Восточного блока и, кроме прочего, обеспечила ей гастроли в СССР.
Её гастроли в США состоялись много позже, в 1996 году.
Умерла в Афинах 9 октября 2016 года.